# Índice de preços no consumidor

Desenvolvimento de preços (diversos produtos e serviços) na Alemanha de 1991.

Índice de preços no consumidor (IPC) é usado para observar tendências de inflação. É calculado com base no preço médio necessário para comprar um conjunto de bens de consumo e serviços num país, comparando com períodos anteriores. O índice, calculado por institutos nacionais de estatística, tem em conta a variação percentual dos preços de certos bens num determinado período, comparado com o período anterior, e é um dos índices económicos mais utilizados: assim, o IPC é medido.
O índice mede as mudanças de preços de uma cesta de consumo (que pode variar entre os países) representando os custos de vida num período e numa região definida, e é normalmente calculado com uma base mensal. Além do IPC, é normal o cálculo de vários sub-índices tendo em conta certos sectores e / ou tipos de produtos. É também possível calcular o IPC para produtos individuais; para isso basta dividir o preço atual pelo preço do período base e multiplicar por 100. 

## IPC em Portugal
Em Portugal, o IPC é calculado pelo Instituto Nacional de Estatística (INE) e reportado mensalmente. Em 2019, o IPC em Portugal registava 0,3%; o que significa que houve um aumento geral do preço dos bens e serviços em 0.3% comparado com o ano anterior. 

## IPC no Brasil
No Brasil, o órgão que executa a pesquisa é o IBGE. São pesquisadas famílias que residem em áreas urbanas e que ganham de 1 a 40 salários mínimos, independente da fonte desses rendimentos.